# توني ديفيس
توني ديفيس (بالإنجليزية: Tony Davis)‏ هو لاعب كرة قدم أمريكية أمريكي، ولد في 21 يناير 1953 في تيكومسيه في الولايات المتحدة.

## وصلات خارجية
- توني ديفيس على موقع مرجع كرة القدم المحترفة.كوم (الإنجليزية)